# Тайна Мунакра
«Тайна Мунакра» (англ. The Secret of Moonacre) — фэнтезийный приключенческий фильм, снятый по роману «Белая лошадка» (англ. The Little White Horse, в переводе более известен как «Тайна Лунной Долины») писательницы Элизабет Гоудж. Мировая премьера состоялась 6 сентября 2008 года (в России — 18 июня 2009).

## Сюжет
13-летняя девочка Мария, оставшись круглой сиротой, вынуждена была переехать из цивилизованного Лондона в «некультурное и полное нищих и воришек» место, под названием Лунная Долина (Moonacre Valley). Там в уединении живёт эксцентричный дядюшка девочки.
По ходу фильма Мария видит множество странных вещей, например — звёзды на потолке её комнаты двигаются, а по ночам она видит бродящую по окрестностям поместья белую лошадь. В итоге она узнаёт, что является последней Лунной Принцессой, способной спасти долину, примирив два враждующих клана.
В этом Марии помогают её дядя Бенджамин, а также весёлый коротышка-повар поместья, сын главного врага Бенджамина, его бывшая девушка и загадочный чёрный пёс, которого боится враждующий клан. Вместе они должны найти давно утерянное ожерелье первой Лунной Принцессы и вернуть его обратно в море, чтобы предотвратить гибель Долины.

## В ролях
- Йоан Гриффит — сэр Бенджамин
- Дакота Блю Ричардс — Мария
- Наташа Макэлхон — Лавдей
- Тим Карри — сир де Нуар
- Джульет Стивенсон — мисс Хелиотроп
- Августус Прю — Робин Де Нуар
- Тарабанова Дарья — закадровый смотритель
- Филиппов Николай — рассказчик, наблюдатель